# ディラン・カスバート
ディラン・カスバート（Dylan Cuthbert、1972年2月18日 - ）は、イギリスのゲームプロデューサー。キュー・ゲームス最高経営責任者。一般社団法人日本インディペンデント・ゲーム協会理事。

## 略歴
1989年、17歳の時にイギリスのアルゴノート・ソフトウェアにプログラマーとして就職。
ゲームボーイでベクターグラフィックを可能とするゲームを製作し、CESに出展したところ、任天堂がそのゲームの権利を買い取った。そのため1990年、アルゴノートから任天堂に出向することになり、ロンドンから上洛。そのゲームはゲームボーイ用ソフト『X』（1992年）として任天堂から発売された。
その後はアルゴノートに籍を置きながら、イギリスと日本を行き来する生活をしていたが、『スターフォックス』（1993年）の開発に際して任天堂の宮本茂に長期滞在を依頼され、京都に定住する。
1994年にソニーが発売したプレイステーションの3D技術がすごかったので、アメリカのソニー・コンピュータエンターテインメント・アメリカ（SCEA）に入社。アメリカに移住する。SCEAでは『Blasto』（1998年）を開発する。
その後、「次世代プレイステーション」の開発に関わるために日本の東京にあるソニー・コンピュータエンターテインメント・ジャパン（SCEJ）に入社。1999年3月2日、ディランが製作した 『お風呂に浮くアヒルちゃん』が、「次世代プレイステーション」の技術デモとして公開された。「次世代プレイステーション」は「PlayStation 2」の名称で2000年3月に発売された。
SCEJでは『ピポサル2001』（2001年）を製作した後、京都に帰りたいと思い、退職。京都にて2001年9月、自らの会社であるキュー・ゲームスを立ち上げた。
2013年、『PixelJunk』シリーズをアピールするため、東京ゲームショウへの出展を決定するが、2013年当時の東京ゲームショウはインディー系の作品の注目度が低かったため、自社でのイベント開催を決定。キュー・ゲームス社員のジェームス・ミルキーの主催で、他のインディー系のデベロッパーに声をかける形で、2013年に第1回「BitSummit」を開催。BitSummitの規模拡大に伴い、開催母体を社団法人化することになり、2015年に一般社団法人日本インディペンデント・ゲーム協会を設立し、ディランは理事となった。

## 代表作
- X
- スターフォックスシリーズ
  - スターフォックス
  - スターフォックス2
  - スターフォックス コマンド
  - スターフォックス64 3D
- bit Generations DIGIDRIVE

## 参照
1. ↑  BitSummit Let's GO
2. ↑  Q-gamesディラン・カスバート氏と17-Bitジェイク・カズダル氏に聞く、母国ではなく京都を拠点に選んだ理由。【インディーの肖像 Vol.1】(1/5) - ファミ通.com
3. ↑  連続講座「プロフェッショナルに聞く！～文化庁移転と文化芸術の未来～」 京都市
4. ↑  BitSummitの開催秘話も飛び出した『PixelJunk』シリーズ10周年を語るステージイベントを実施【BitSummit Volume 6】 - ファミ通.com